# Патријаршијски двор у Београду
Патријаршијски двор у Београду је смештен на простору Варош капије, односно Косанчићевог венца, који се као топоним одомаћио након 1872. године. У овом делу Београда који се простире на делу Савске падине, још од турског освајања 1521. године формира се српско насеље, чије је средиште представљала стара црква Св. Арханђела Михаила, која се налазила се на месту данашње Саборне цркве. Зграда Патријаршије има статус споменика културе.

## Косанчићев венац
За даљи историјски развој Косанчићевог венца нарочито је значајан период након Хатишерифа из 1830. године, када овај део вароши постаје седиште државне власти, културног и верског живота Кнежевине Србије и када започиње његов интензиван архитектонско-урбанистички преображај. Поред Саборне цркве, током времена подизана су многа друга значајна здања као Конак кнегиње Љубице, Митрополија београдско-карловачка, Државна штампарија, Народна канцеларија и магистрат, Народна библиотека и др. Осим набројаних јавних и приватних здања значајних за историју Србије, очуван је и добар део оригиналне урбанистичке структуре простора Косанчићевог венца, као и неколико изванредних архитектонских остварења, тако да овај део града представља специфичан амбијент који у великој мери презентује историјски изглед старог Београда. Реч је дакле о слојевитом простору, изразитих архитектонских, урбанистичких и историјских вредности, који је једно од најзначајнијих материјалних сведочанстава српске историје у периоду од краја 18. па до почетка 20. века те је зато заштићен као културно добро од великог значаја.

## Стара зграда Београдско-карловачке митрополије
Палата Патријаршије, као центар црквене власти Српске православне цркве, подигнута је на месту поменуте, старе зграде Београдско-карловачке митрополије, која потиче из средине 19. века и време њеног подизања пада приближно у период градње Саборне цркве. Сам историјат ужег простора старе Митрополије је веома занимљив. Имање на којем се налазила зграда Митрополијског двора је још 1818. године купила држава Србија и на њему се поред Митрополије налазио и конак кнеза Милоша. Сам објекат Митрополије је био изведен као једноспратни, симплификовано и са сведеном архитектонском пластиком. Ипак, без обзира на скромну архитектонску концепцију грађевине, она је представљала значајну историјску вредност и као таквој поштовање јој је одао патријарх Варнава наручивши од истакнутог сликара Косте Хакмана да направи њену слику пре рушења. Занимљиво је да је Хакман по истој наруџбини урадио и слику мањег објекта смештеног у дубини дворишта Митрополије. За овај скромни објекат је везано предање које говори да је у њој била чувана глава вожда Карађорђа пре него што је послата у Цариград. Обе слике су непосредно по завршетку биле предате Патријаршијском музеју у Сремским Карловцима.

## Изградња патријаршијског двора
Због лошег стања и трошности објекта старе Митрополије, одлучено је да се она поруши и да се на њеном месту подигне нова зграда. Године 1930. покренута је иницијатива за подизање репрезентативног патријаршијског двора на Савинцу. С обзиром на спору и неизвесну изградњу Храма Св. Саве на Врачару, која је одлагала планирану реализацију других црквених објеката на будућем Светосавском тргу, одлучено је да се према пројекту архитекте Виктора Лукомског на месту старе Митрополије подигне нова зграда за потребе седишта Српске православне цркве, све док не буде изграђен комплекс на Савинцу. Архитекта руског порекла Лукомски је пројекат израдио 1932. године, а зграда Патријаршије је грађена у периоду од 1932. до 1935. године. По завршетку градње, зграда Патријаршије је добила веома повољне оцене тадашње јавности, а у штампи је описана као импозантна, великолепна грађевина, чији упрошћени неовизантијски стил одговара свештеном делу Београда. Освећена је 2. априла 1936. Сликарски радови у патријаршијској капели су довршени до априла 1938.
Први страни гости двора су били великодостојници бугарске цркве, на челу са софијским митрополитом Стефаном, 5. септембра 1936.

## Архитектура
Услед знатног пада терена према Савској тераси, грађевина је добила неједнак број спратова на бочним подужним странама. У сутерену и приземљу су смештене установе СПЦ, канцеларије, архиве и сала за духовни суд. Први спрат је у целини резервисан за патријарха и обухвата апартман, кабинет, капелу, библиотеку, трпезарију, салу за пријем и апартман за високе госте. На другом спрату су радне просторије – сале за седнице, дворана за сабор архијереја, Синод и Патријаршијски савет. Уз источни блок здања прислоњен је депанданс са апартманима за црквене великодостојнике. У унутрашњем дворишту смештена је капела посвећена Светом Симеону Мироточивом, освећена фебруара 1939, изнад које се уздиже монументално кубе. Поред функције седишта СПЦ, у оквиру зграде Патријаршије смештене су и две веома значајне културне институције: Музеј Српске православне цркве и Библиотека Патријаршије.
Архитектура зграде Патријаршије представља веома комплексно и хетерогено решење. По својим стилским одликама она је требало да задовољи конзервативне наручиоце, па је стога и конципирана као слободна реинтерпретација градитељског наслеђа византијског културног круга. Национални стил је презентован пре свега у пирамидалној структури степенасто суперпонираних маса, аркадним нишама, луковима, конзолама и детаљима пластичне и сликане декорације. Дух академизма је видљив у самој диспозицији основе и решењу распореда просторија, у троделној водоравној подели зона фасада, правилним облицима отвора, истицању подеоних венаца и строгој употреби другостепене пластике. Утицај тада доминантних модернистичких схватања препознаје се у једноставним неутралним површинама зидног платна и карактеристичним правоугаоним прозорима највишег спрата бочних трактова. Ентеријер је обликован репрезентативно, али са извесном строгошћу, сходно његовој функцији.
У оквиру обраде фасада издваја се масивни и свечано обрађени портал, окренут ка Саборној цркви. Одликује га монументалност акцентована карактеристичним, деформисаним кратким стубовима, који представљају препознатљив мотив црквене архитектуре руских емиграната у Србији. Особен ликовни квалитет овог дела фасаде дају рељефни грб и мозаик. Изнад полукружног улаза угледни вајар Владимир Загородњук извео је рељефни грб Патријаршије, који два анђела овенчавају архијерејском митром. Изнад портала је изведена мозаичка представа Јована Претече, израђена по нацрту сликара Владимира Предојевића.

## Музеј Српске православне цркве
Посебно је значајна богата збирка Музеја Српске православне цркве, смештена у оквиру Патријаршије, која представља изузетну верску, културну и историјску вредност. Намена ове институције од оснивања била је да обједини и прикаже целокупан развој Српске православне цркве на једном месту, без истицања било које епархије, личности или епохе. Иако највише заслуга за отварање Музеја припада патријарху Варнави и професору др Радославу Грујићу, он је отворен тек за време патријарха Викентија, 1954. године.
Експонати потичу из више извора, а највећи део сачињавају предмети из фрушкогорских манастира и цркава источног Срема, који су враћени из Загреба, где су се налазили током окупације у Другом светском рату. Остали инвентар састоји се из предмета који су пре 1941. године, за потребе Музеја, прикупили професори Радослав Грујић и Лазар Мирковић. У оквиру збирке Музеја заступљено је: црквено сликарство, портрети црквених великодостојника, стара српска гравира, рукописна и штампана србуљска књига, све врсте одежда, сакрални предмети, вотивни дарови, црквени вез, печати, историјска документа и др.